# 171 Puppis
171 Puppis is een tweevoudige ster in het sterrenbeeld Achtersteven met een spectraalklasse van F9V en DC10. De ster schijnt met een magnitude van +5,25 en bevindt zich 49,83 lichtjaar van de zon.